# التوظيف على حسب الجنس
التوظيف على حسب الجنس أصبح ذا طابع مؤسسي في الولايات المُتحدة اليوم؛ حيث كانت المرأة قديما تستطيع أن تنضم لقوى العمل بواسطة الرجال في المقام الأول في القرن العشرين، وكانوا يؤجرون ثُلثي دخل الرجل.
منذ ذلك الحين وأصبح يُعتقد «عمل جيد» أن تُوظف امرأة؛ لأنهم يقومون بأعمال كثيرة كالرجال ولكن نعطيهم أجور أقل.
مجموعات مثل اتحاد الحريات المدني الأمريكي والمُنظمة القومية للنساء تأسست كي تُحارب ضد هذه التفرقة، والتي قادت إلي إنشاء قوانين مُبتكَرة كقانون الدفع المُتساوي لعام 1963.
ومع ذلك فإن تحديد وتحدي التمييز على حسب الجنس في مكان العمل (وطبقاً للقانون) تمت مُناقشته كموضوع بالغ الصعوبة لمتوسط الفرد أن يقوم به، بل وأصعب أن يُدلل عليه في المحكمة.
واحدة من الحالات الناجحة في موضوع التفرقة على حسب الجنس والتي وصلت للمحكمة العُليا بالمملكة المُتحدة كانت برايس ووتر هاوس ضد هوبكنز. آن هوبكنز مديرة في ببرايس ووتر هاوس قاضت موظِّفها، مناقشة أن عدم ترقيتها ليس باعتبار قدراتها – ولا يمكن إنكار أنه شئ نجمي – ولكن من بعض الزملاء ظانِّين أنها لا تحمل نفسها علي التصرف بطريقة أُنثوية بشكل كافٍ.  وقد حكمت المحكمة العُليا 6-3 لصالح هوبكنز، ومحكمة أُخرى أمرت موظفها بمُكافأتها بالشراكة، ويرد إليها الأموال التي دفعتها خلال القضية.
حالة أُخرى لدى المحكمة العُليا ليدبيتر ضد شركة جوديير للإطارات والمطاط، حيث رأت الحكم لصالح المُدعي ليلي ليدبيتر – والتي كافأتها بالمال وتعويضات تلفيات لقضائها سنوات عديدة تتسلم دخلاً أقل مُقارنة بأقرانها من الذكور – وقد انتظرت كثيراً جداً لكي تقوم بالقضية. بعد قرار 5-4 الأغلبية أكدوا السبب أنه «ينص القانون الفدرالي أن يقوم الموظف بالتقدم بالشكوى من التفرقة في غضون 180 يومًا من الحادث»، وقد ادَّعى روث بدر جنسبرج وضع هذا في الاعتبار إلى حد ما باللامعقول، فالنساء عادةً ليس لديهم سبب يدفعهم إلي الاشتباه في عمل تمييزي حتى نُضج بعض الإجراءات الغير عادلة ومن ثمَّ يحترسون منها.